# Argyrolobium friesianum
Argyrolobium friesianum är en ärtväxtart som beskrevs av Hermann August Theodor Harms. Argyrolobium friesianum ingår i släktet Argyrolobium och familjen ärtväxter. Inga underarter finns listade i Catalogue of Life.